# De Broene Eugte
De Broene Eugte is een overdekt zwembad ten zuiden van de Nederlandse plaats Staphorst. 
Het complex beschikt over een meerdelig recreatief zwembad met glijbaan, een groot zwembad voor diverse sportactiviteiten en een buitenbad. 's Winters vinden in het zwembad ook activiteiten plaats van zwemclub ZPC Nieuwleusen, die geen overdekt thuisbad heeft. In 2016 ontving het zwembad het keurmerk Veilig & Schoon.

## Geschiedenis
De gemeenteraad van Staphorst had reeds meerdere malen gesproken over een zwembad voordat in augustus 1965 de weg vrij gemaakt werd voor een zwembad. Voorwaarde was wel dat het zwembad tot stand kwam via een initiatief van de bewoners. Een comité onder leiding van tandarts Van der Wal nam daarop het initiatief om het benodigde geld bijeen te krijgen. Ondanks oppositie van de SGP op ideologische gronden, werd in de gemeentebegroting voor 1968 een bedrag uitgetrokken voor de bouw van het zwembad. Pas in november 1972 keurde de gemeenteraad de aanleg goed en werd een subsidie toegekend aan de Stichting Zwembad Staphorst.